# Pimelia
Pimelia Fabricius, 1775 è un genere di coleotteri della famiglia Tenebrionidae.
Il nome deriva dal termine greco pimelḗ, che significa grasso.

## Biologia
Molte specie di Pimelia vivono in ambienti sabbiosi o desertici e sono piuttosto ben visibili mentre si muovono sulle dune. I loro spostamenti su questo tipo di terreno, piuttosto disagevole per altre specie, è facilitato dalla presenza di numerose setae tarsali.
Pimelia è un genere univoltino, cioè con una generazione all'anno. Le specie che popolano l'Africa settentrionale emergono dal terreno in gennaio iniziando ad accoppiarsi in un periodo che corrisponde a quello della fioritura di molti vegetali. Normalmente le specie di Pimelia sono detritivore, ma durante la stagione dell'accoppiamento possono cannibalizzare altri adulti, larve e uova. Questo comportamento è stato interpretato come la risposta al bisogno di un supplemento nutrizionale, o anche con il semplice obiettivo di eliminare potenziali competitori della stessa specie. Dopo l'accoppiamento le femmine scavano buche piuttosto superficiali e ci depositano un singolo uovo, che assomiglia un poco a un chicco di riso. Quando la temperatura sale al di sopra dei 50 °C gli insetti adulti muoiono, mentre le forme immature rimangono sottoterra, perpetuando la specie ed emergendo poi a fine inverno.

## Specie
Al genere Pimelia vengono oggi attribuite circa 320 specie diverse. Tra queste si possono ricordare:
- Pimelia aculeata Klug, 1830
- Pimelia akbesiana Fairmaire, 1884
- Pimelia angulata Fabricius, 1775
- Pimelia angusticollis Solier, 1836
- Pimelia arabica Klug, 1830
- Pimelia arenacea Solier, 1836
- Pimelia ascendens Wollaston, 1864
- Pimelia baetica Solier, 1836
- Pimelia bajula Klug, 1830
- Pimelia barmerensis Kulzer, 1956
- Pimelia bipunctata Fabricius, 1781
- Pimelia boyeri Solier, 1836
- Pimelia brevicollis Solier, 1836
- Pimelia canariensis Brullé, 1838
- Pimelia capito Krynicky, 1832
- Pimelia cephalotes (Pallas, 1781)
- Pimelia costata Waltl, 1835
- Pimelia cribra Solier, 1836
- Pimelia elevata Sénac, 1887
- Pimelia estevezi Oromí, 1990
- Pimelia fairmairei Kraatz, 1865
- Pimelia fernandezlopezi Machado, 1979
- Pimelia fornicata Herbst, 1799
- Pimelia goryi Solier, 1836
- Pimelia graeca Brullé, 1832
- Pimelia grandis Klug, 1830
- Pimelia granulata Solier, 1836
- Pimelia granulicollis Wollaston, 1864
- Pimelia grossa Fabricius, 1792
- Pimelia incerta Solier, 1836
- Pimelia indica Sénac, 1882
- Pimelia integra Rosenhauer, 1856
- Pimelia interjecta Solier, 1836
- Pimelia laevigata Brullé, 1838
- Pimelia lutaria Brullé, 1838
- Pimelia maura Solier, 1836
- Pimelia minos Lucas, 1853
- Pimelia modesta Herbst, 1799
- Pimelia monticola Rosenh., 1856
- Pimelia nazarena Miller, 1861
- Pimelia orientalis Senac, 1886
- Pimelia payraudi Latreille, 1829
- Pimelia perezi Sénac, 1887
- Pimelia punctata Solier, 1836
- Pimelia radula Solier, 1836
- Pimelia repleta Reitter, 1915
- Pimelia rotundata Solier, 1836
- Pimelia rotundipennis Kraatz, 1865
- Pimelia rugosa Fabricius, 1792
- Pimelia rugulosa Germar, 1824
- Pimelia ruida Solier, 1836
- Pimelia scabrosa Solier, 1836
- Pimelia sericea Olivier, 1795
- Pimelia simplex Solier, 1836
- Pimelia sparsa Brullé, 1838
- Pimelia subglobosa (Pallas, 1781)
- Pimelia testudo Kraatz, 1885
- Pimelia undulata Solier, 1836
- Pimelia variolosa Solier, 1836
- Pimelia ventricosa Falderm., 1837
- Pimelia verruculifera Soliér, 1836
- Pimelia villanovae Sénac, 1887

## Galleria d'immagini

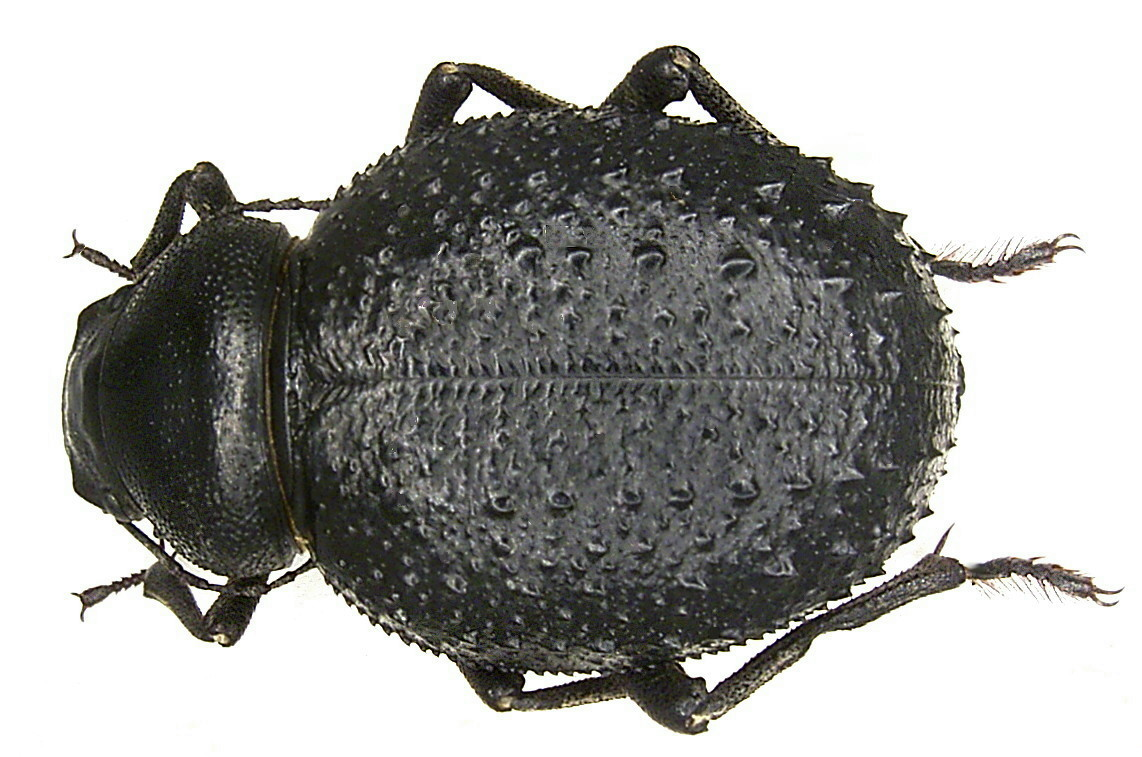
Pimela confusa
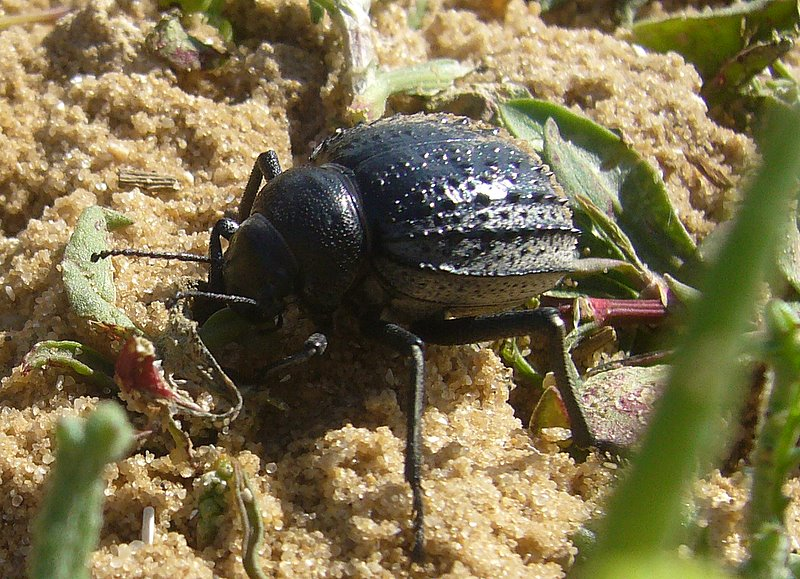
Pimelia angulata
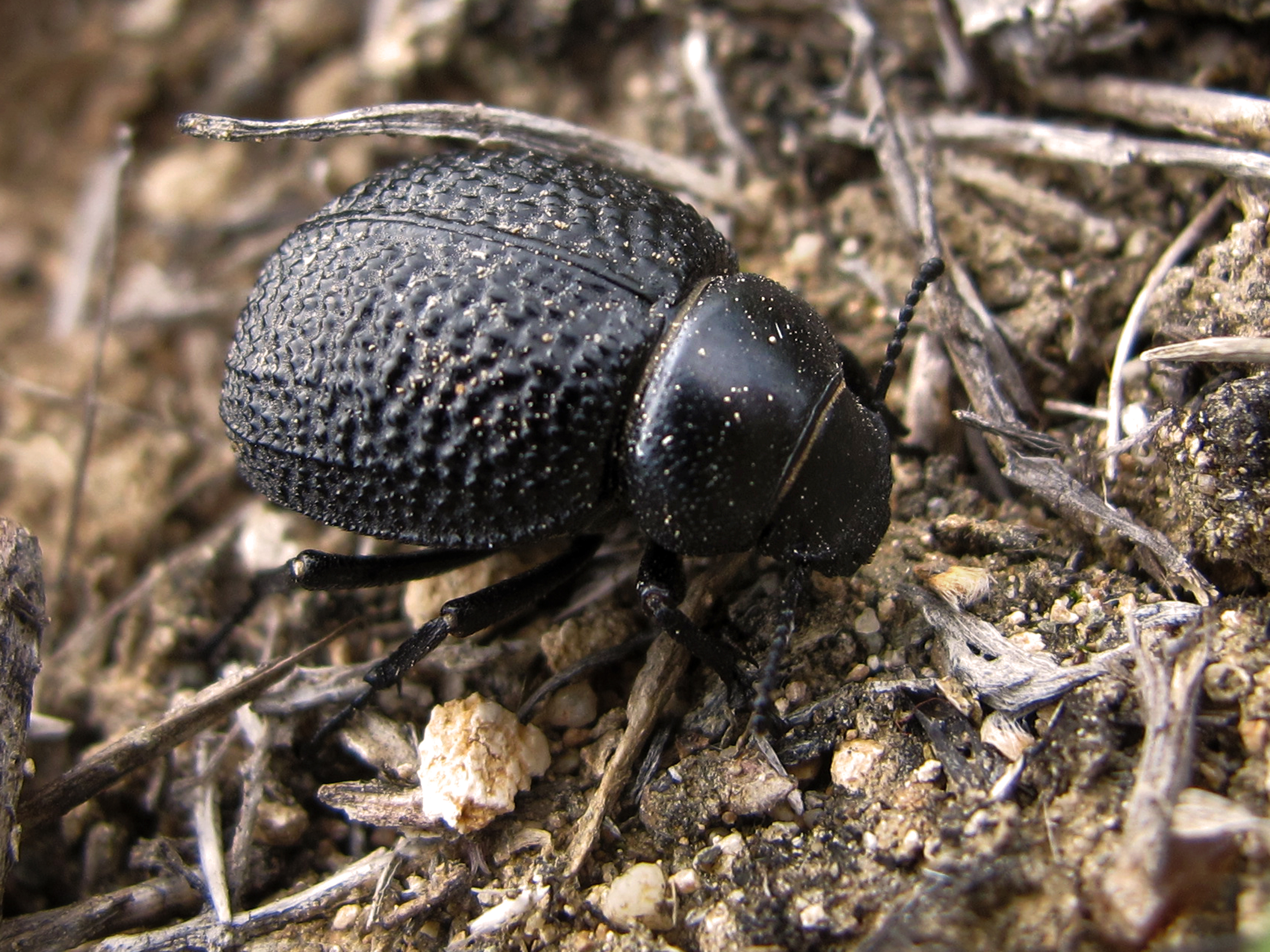
Pimelia bipunctata su una duna
- Pimelia punctata